# Rachmańki
Rachmańki (biał. Рахманькі, ros. Рахманьки) – wieś na Białorusi, w obwodzie mińskim, w rejonie mińskim, w sielsowiecie Papiernia.